# Пернан
Перна́н (фр. Pernant) — коммуна во Франции, находится в регионе Пикардия. Департамент коммуны — Эна. Входит в состав кантона Вик-сюр-Эн. Округ коммуны — Суассон.
Код INSEE коммуны — 02598.

## Население
Население коммуны на 2010 год составляло 708 человек.
| 1962 | 1968 | 1975 | 1982 | 1990 | 1999 | 2010 |
| ---- | ---- | ---- | ---- | ---- | ---- | ---- |
| 398  | 345  | 446  | 529  | 621  | 646  | 708  |

## Экономика
В 2010 году среди 463 человек трудоспособного возраста (15—64 лет) 337 были экономически активными, 126 — неактивными (показатель активности — 72,8 %, в 1999 году было 69,0 %). Из 337 активных жителей работали 307 человек (171 мужчина и 136 женщин), безработных было 30 (16 мужчин и 14 женщин). Среди 126 неактивных 43 человека были учениками или студентами, 49 — пенсионерами, 34 были неактивными по другим причинам.